# Communication and Networking Riser
Communication and Networking Riser (CNR) ist ein Begriff aus dem PC-Hardwarebereich. Ein CNR ist ein spezieller Steckplatz auf der Hauptplatine (engl. mainboard) eines Personal Computers, in den entsprechende Erweiterungskarten eingesteckt werden können.
CNR war ein Industriestandard, der von Intel entwickelt wurde, um Komponenten wie Modem, Netzwerk oder Chipzugriff auf einem Rechner einzurichten. Die Karten sind heute nicht mehr verbreitet, da für den Heimanwender die meisten Funktionen schon von Onboard-Chips (z. B. Ethernet-LAN) oder einem externen Modem bereitgestellt werden.

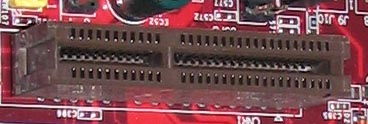
CNR-Slot
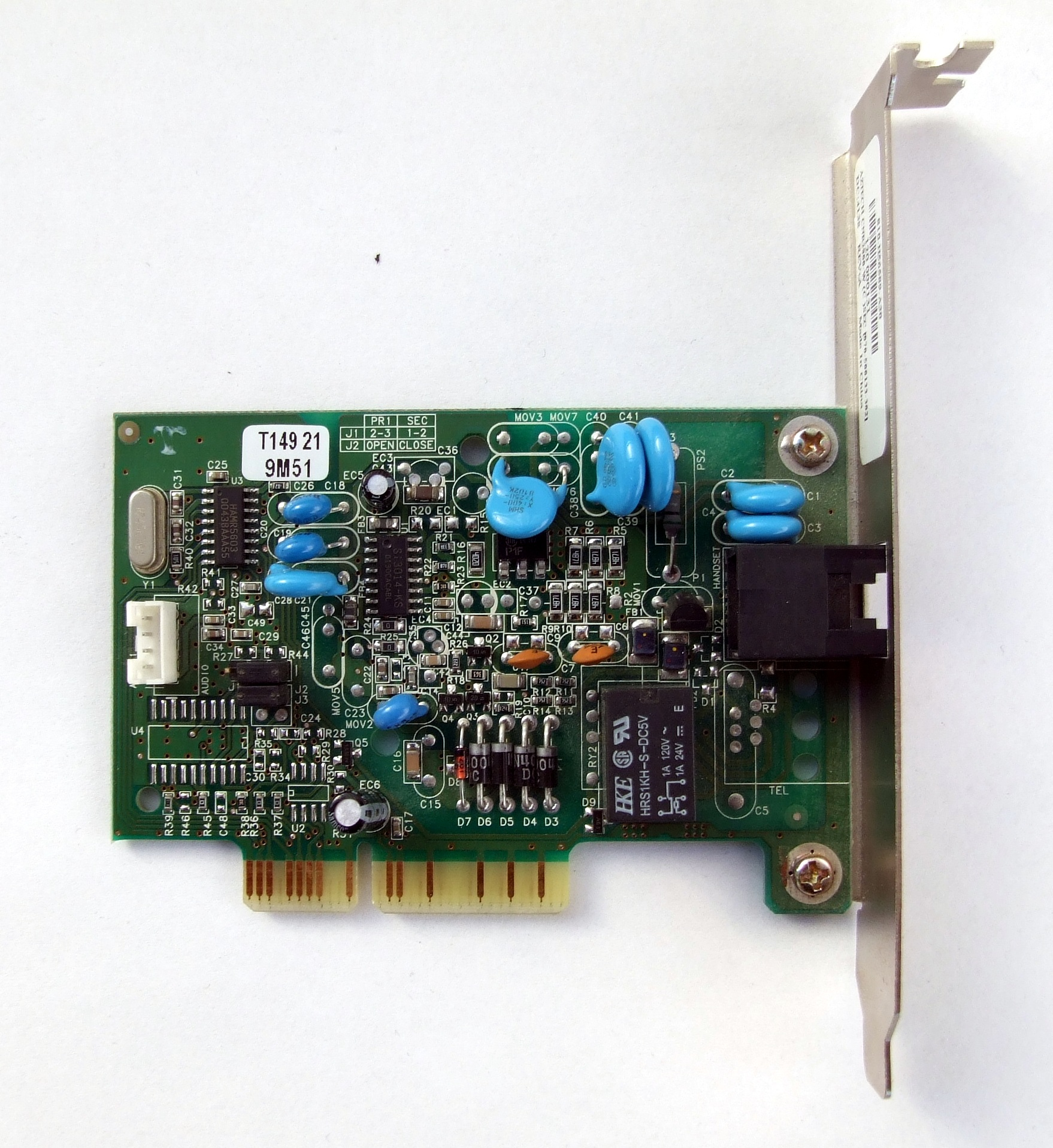
Modem-Karte von Aztech für den CNR-Slot.